# Aérodrome de Boundiali
L’aéroport de Boundiali (code IATA : BXI • code OACI : DIBI) est situé à Bouna en Côte d'Ivoire.